# Selección masculina de rugby 7 de Papúa Nueva Guinea
La selección masculina de rugby 7 de Papúa Nueva Guinea es el equipo representativo de ese país y está gestionado por la Papua New Guinea Rugby Football Union.
Ha participado en algunas ocasiones en la Serie Mundial y logró clasificar por primera vez a una edición de la Copa del Mundo en el 2018 a jugarse en San Francisco, Estados Unidos.

## Participación en copas
| - San Francisco 2018: 21° puesto - Santa Rita 1999: 2º puesto - Suva 2003: 5º puesto - Apia 2007: 3º puesto - Numea 2011: 3º puesto - Puerto Moresby 2015: 4º puesto - Apia 2019: no participó - Serie Mundial 99-00: 12º puesto (12 pts) - 2000-01 al 2010-11: no participó - Serie Mundial 11-12: 21..eɽ puesto (3 pts) - Serie Mundial 12-13: no participó - Serie Mundial 13-14: no participó - Serie Mundial 14-15: 17.º puesto (1 pt) - Serie Mundial 15-16: no participó - Serie Mundial 16-17: 18.º puesto (2 pts) - Serie Mundial 17-18: 17.º puesto (6 pts) - Challenger Series 2020: 11° puesto - Challenger Series 2022: 11° puesto - Challenger Series 2023: 9° puesto | - Oceania Sevens 2008: 5º puesto - Oceania Sevens 2009: 3º puesto - Oceania Sevens 2010: 4º puesto - Oceania Sevens 2011: 7º puesto - Oceania Sevens 2012: 5º puesto - Oceania Sevens 2013: 6º puesto - Oceania Sevens 2014: 6º puesto - Oceania Sevens 2015: 4º puesto - Oceania Sevens 2016: 4º puesto - Oceania Sevens 2017: 5º puesto - Oceania Sevens 2018: 7º puesto - Oceania Sevens 2019: 6º puesto - Kuala Lumpur 1998: 10º puesto - Mánchester 2002: no participó - Melbourne 2006: no participó - Delhi 2010: 9º puesto - Glasgow 2014: 11º puesto - Gold Coast 2018: 9º puesto |